# Adolf Bock
Adolf Konrad Walter Bock, född 5 augusti 1890 i Berlin, död 13 januari 1968 i Helsingborg, var en tysk-svensk marinmålare och konstprofessor.
Han var son till bygginspektören Thomas Bock och Alma Harstock samt från 1921 gift med Dora Jacobs.
Bock studerade vid Könige Kunstgewerbeschule i Berlin 1907-1909 och var sedan privatelev för Hans Bohrdt. Han tilldelades kejsar Wilhelm II:s stipendium för studier vid konstakademin 1914, men krigsutbrottet ledde till att han inte kunde påbörja sina studier. Till skillnad från andra konststudenter blev det inga studieresor till Paris och Italien, utan han valde att följa med fiskebåtar, segelyachter och kofferdister av alla slag ut på havet i deras dagliga verksamhet. Han tjänstgjorde i den tyska marinen under en jordenruntfärd 1930-1931 som han i bild och ord skildrade för den danska Illustreret Familie-Journal. Separat ställde han ut på Konstsalon Strindberg i Helsingfors 1931 och i Åbo, Vasa, Björneborg samt Viborg och han medverkade i samlingsutställningen Haus der deutschen Kunst i München 1940-1944. Samma år utnämndes han till professor.
Perioden 1919-1939 var han till stora delar verksam i Finland där han som medföljare på tre och fyrmastade barkar kunde sätta sig in i de otaliga detaljer som man bara kan se på storseglare. 1933 var han på Island för att studera islandsfisket. Upplevelserna från den resan skildrades i Velhagen & Klasings Monatshefte samma år. Under andra världskriget tjänstgjorde han som marinmålare i tyska marinen. Den 30 januari 1945 befann sig Bock ombord på fartyget Wilhelm Gustloff då detta torpederades och sjönk. Bock blev undsatt och kom vid krigets slut via Danmark till Sverige som flykting. Han bosatte sig i Helsingborg. I Sverige arbetade han bland annat för Allhems förlag.Brorson, Erik (2007). Båtar på vägg: en bok om en samling marinmålningar (2. uppl.). Stockholm: Föreningen Sveriges sjöfartsmuseum. sid. 50-52. Libris 10634411. ISBN 978-91-977125-1-4
Hans konst består av mariner de flesta i tempera, akvarell eller lavyr.
Bock är representerad vid bland annat Museum für Meereskunde i Berlin och Statens sjöhistoriska museum i Stockholm med tretton gouacher över Vegaexpeditionen.